# La Grande Odyssée

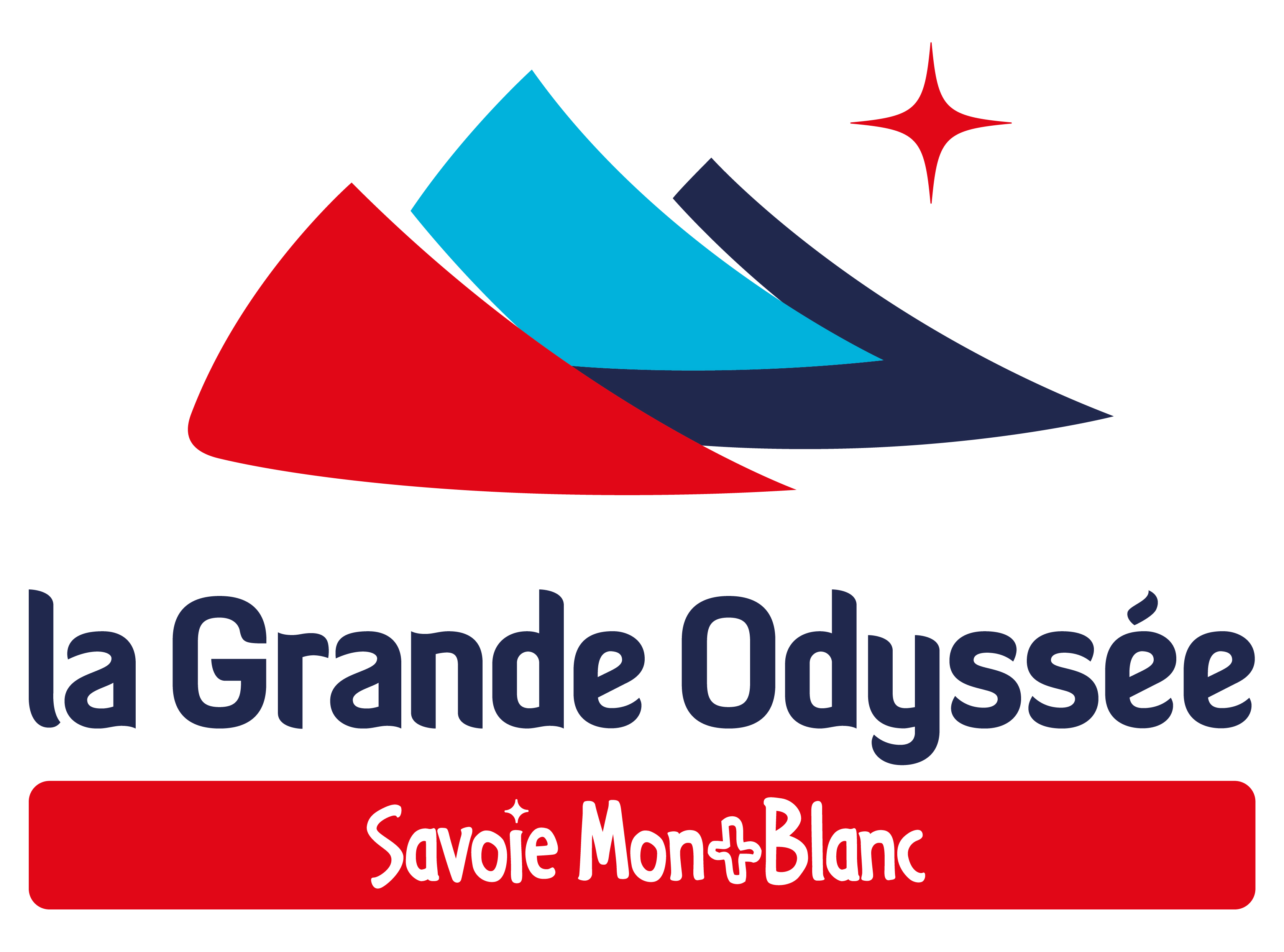
Logo (2011)

Seit Januar 2005 findet La Grande Odyssée Savoie Mont-Blanc statt. Es ist ein 800 km langes internationales Hundeschlittenrennen. Das Rennen findet in den französischen und schweizerischen Alpen statt.

## Fassung 2012
2012 gewann der tschechische Musher Radek Havrda das Rennen in 39 Stunden und 24 Minuten.